# Brachyrhopala soluta
Brachyrhopala soluta är en tvåvingeart som först beskrevs av Walker 1862.  Brachyrhopala soluta ingår i släktet Brachyrhopala och familjen rovflugor. Inga underarter finns listade i Catalogue of Life.